# Солонц
Солонц (рум. Solonț) — село у повіті Бакеу в Румунії. Входить до складу комуни Солонц.
Село розташоване на відстані 237 км на північ від Бухареста, 30 км на захід від Бакеу, 105 км на південний захід від Ясс, 121 км на північний схід від Брашова.

## Населення
За даними перепису населення 2002 року у селі проживала 1631 особа. Рідною мовою 1630 осіб (99,9%) назвали румунську.
Національний склад населення села:
| Національність | Кількість осіб | Відсоток |
| -------------- | -------------- | -------- |
| румуни         | 1604           | 98,3%    |
| цигани         | 26             | 1,6%     |